# Graphorrhée
La graphorrhée (graphomanie ou scribomania ; du grec γραφειν — « écrire » et μανία — folie) désigne une impulsion irrésistible d'écrire,. Lorsque le terme est utilisé dans un contexte psychiatrique spécifique, il désigne une condition mentale morbide dans laquelle un patient peut écrire de manière compulsive une succession de lignes manuscrites incompréhensibles et confuses. Le terme « graphomanie » a été utilisé pour la première fois au début du XIXe siècle par Esquirol et, plus tard, par Eugen Bleuler, et est devenu plus ou moins utilisé. La graphomanie est comparable à la « typomanie », un trouble compulsif dans lequel un individu souhaite voir son nom dans une publication ou qui écrit de manière compulsive pour que son ouvrage soit publié.

### Documentaires
- Playboy communiste, par David Thouroude et Pascal Héranval, 2009